# Skoki do wody na Letnich Igrzyskach Olimpijskich 2000
Skoki do wody na Letnich Igrzyskach Olimpijskich 2000 w Sydney zostały rozegrane w dniach 22-30 września w hali Sydney Olympic Park Aquatic Centre. Po raz pierwszy  historii igrzysk wprowadzono konkurencje synchroniczne w skokach do wody. Tabelę medalową zawodów wygrali skoczkowie z Chińskiej Republiki Ludowej, którzy sięgnęli po 10 medali, wygrywając pięć z ośmiu konkurencji. W zawodach udział wzięło 80 mężczyzn i 77 kobiet. 

## Medaliści

### Mężczyźni
| Konkurencja                   |                              |                                    |                            |
| ----------------------------- | ---------------------------- | ---------------------------------- | -------------------------- |
| Trampolina 3 m                | Xiong Ni                     | Fernando Platas                    | Dmitrij Sautin             |
| Wieża 10 m                    | Tian Liang                   | Hu Jia                             | Dmitrij Sautin             |
| Trampolina 3 m synchronicznie | Xiong Ni Xiao Hailiang       | Dmitrij Sautin Aleksandr Dobroskok | Robert Newbery Dean Pullar |
| Wieża 10 m synchronicznie     | Dmitrij Sautin Igor Łukaszin | Hu Jia Tian Liang                  | Jan Hempel Heiko Meyer     |

### Kobiety
| Konkurencja                   |                               |                              |                              |
| ----------------------------- | ----------------------------- | ---------------------------- | ---------------------------- |
| Trampolina 3 m                | Fu Mingxia                    | Guo Jingjing                 | Dörte Lindner                |
| Wieża 10 m                    | Laura Wilkinson               | Li Na                        | Anne Montminy                |
| Trampolina 3 m synchronicznie | Wiera Iljina Julija Pachalina | Fu Mingxia Guo Jingjing      | Hanna Sorokina Ołena Żupina  |
| Wieża 10 m synchronicznie     | Li Na Sang Xue                | Émilie Heymans Anne Montminy | Rebecca Gilmore Loudy Tourky |

### Tabela medalowa zawodów
| Poz. | Państwo           |   |   |   | Łącznie |
| ---- | ----------------- | - | - | - | ------- |
| 1    | Chiny             | 5 | 5 | 0 | 10      |
| 2    | Rosja             | 2 | 1 | 2 | 5       |
| 3    | Stany Zjednoczone | 1 | 0 | 0 | 1       |
| 4    | Kanada            | 0 | 1 | 1 | 2       |
| 5    | Meksyk            | 0 | 1 | 0 | 1       |
| 6    | Niemcy            | 0 | 0 | 2 | 2       |
| 6    | Australia         | 0 | 0 | 2 | 2       |
| 8    | Ukraina           | 0 | 0 | 1 | 1       |
|      | Łącznie           | 8 | 8 | 8 | 24      |